# Bálint Lajos (műszaki szerkesztő)
Bálint Lajos (Székelydálya, 1928. február 18. –  Kolozsvár, 2015. augusztus 24.) műszaki szerkesztő.

## Életútja, munkássága
Középiskolát Székelyudvarhelyen, magyar nyelv és irodalom szakos tanulmányokat a kolozsvári Bolyai Tudományegyetemen végzett. A Korunk (1926–1940) szerkesztése című államvizsga-dolgozatát (1972) számon tartja a sajtótörténet. Nyomdai korrektor, majd műszaki szerkesztő volt különböző lapoknál és könyvkiadóknál. 1970–1992 között a Kriterion Könyvkiadó szolgálatában állt Kolozsvárt, utána az Erdélyi Református Egyházkerület „Misztótfalusi Kis Miklós” Református Sajtóközpontjában tevékenykedett. Több mint 2500 romániai magyar könyv technikai gondozója, köztük nem egy bibliofil kiadvány.